# Magnitologov Strait
Die Magnitologov Strait (englisch; russisch Пролив Магнитологов Proliw Magnitologow, deutsch ‚Magnetologen-Straße‘) ist eine Meerenge vor der Knox-Küste des ostantarktischen Wilkeslands. Sie verläuft zwischen der Aviatorov Peninsula und Fuller Island im vorgelagerten Highjump-Archipel. 
Wissenschaftler einer sowjetischen Antarktisexpedition kartierten sie 1956 und benannten sie. Das Antarctic Names Committee of Australia übertrug die russische Benennung 1992 in einer transkribierten Teilübersetzung ins Englische.